# Bulbophyllum pyroglossum
Bulbophyllum pyroglossum là một loài phong lan thuộc chi Bulbophyllum.